# Серман, Илья Захарович
Илья́ Заха́рович (Зе́ликович) Се́рман (9 (22) сентября 1913 года, Витебск — 9 октября 2010 года, Иерусалим) — советский и израильский литературовед, педагог, мемуарист, доктор филологических наук, специалист по истории русской литературы XVIII—XIX веков.

## Биография
Сын военного врача-хирурга Зелика Абрамовича Сермана (1885—1965, сын браславского мещанина Абрама Шлёмовича Сермана) и Генриетты Яковлевны Аронсон (1885—1965, сестры публициста и общественного деятеля Г. Я. Аронсона). Родители расстались, когда Илье было 12 лет и мать вторым браком вышла замуж за литературоведа И. И. Векслера, служила в Наркомпросе, была ответственным секретарём «Литературного современника».
После школы три года работал слесарем на заводе «Знамя труда» (трудовой стаж требовался для поступления в вуз). Учился в ЛИФЛИ, окончил учёбу в 1939 году уже после его преобразования в филологический факультет ЛГУ. В конце 1941 года был мобилизован в РККА, воевал на Волховском фронте. После контузии в августе 1942 года уволен в запас. В 1943—1945 годах преподавал в вузах Ташкента, защитил кандидатскую диссертацию «Роман Ф. М. Достоевского „Преступление и наказание“» (1944). В Ташкенте познакомился с Руфью Зевиной и женился на ней. В 1944 году у них родилась дочь Нина.
После возвращения в Ленинград работал в Ленрадиокомитете, Ленгослитиздате, преподавал в Ленинградском педагогическом институте им. Герцена. В 1949 году был осуждён на 25 лет по обвинению в антисоветской пропаганде (основным свидетелем обвинения проходил литературовед Е. П. Брандис). Срок отбывал в Магаданской области. Амнистирован в 1954 году, реабилитирован 12 апреля 1961 года.
В 1954—1956 годах работал по договорам с издательствами, с 16 октября 1956 года — в Институте русской литературы (Пушкинский Дом) (младший научный сотрудник, с 1961 старший научный сотрудник). В 1969 защитил докторскую диссертацию «Русская поэзия XVIII века (от Ломоносова до Державина)». Исследовал творчество русских прозаиков и поэтов XVIII—XIX веков. Участвовал в текстологической подготовке и комментировании изданий сочинений Лермонтова, Белинского, Чернышевского, Некрасова, Лескова. Читал курс русской литературы в ЛГУ.
После эмиграции дочери (1975) был уволен из ИРЛИ (30 марта 1976) и вынужден эмигрировать в Израиль. Был профессором кафедры русской и славянской филологии Еврейского университета в Иерусалиме, преподавал также в университетах США, Франции, Италии, Германии. В эти годы стал исследовать творчество писателей XX века: Горького, Добычина, Мандельштама.

## Семья
Жена — писатель и переводчик Руфь Зернова; сын — фотограф Марк Серман; дочь — Нина Ставиская (писатель, многолетний сотрудник, русской службы Би-Би-Си с 1983 года, вела популярные рубрики).

## Основные работы
Книги
- Поэтический стиль Ломоносова. — М.; Л.: Наука, 1966. — 259 с. — 2600 экз.
- Державин. — Л.: Просвещение, 1967. — 119 с. — 80 000 экз. (Библиотека словесника).
- Русский классицизм: Поэзия. Драма. Сатира. — Л.: Наука, 1973. — 284 с.
- Михаил Лермонтов. Жизнь в литературе (1836—1841). — Иерусалим: Славистический центр гуманитарного факультета Еврейского университета в Иерусалиме, 1997. — 368 с.
- Свободные размышления: Воспоминания, статьи / Предисл. М. Сермана. — М.: Новое литературное обозрение, 2013. — 368 с. — (Научная библиотека).

Статьи
- Поэзия К. Н. Батюшкова // «Уч. зап. ЛГУ. Серия филологич. наук», 1939, вып. 3;
- [Вступ. ст. и примеч.] // Богданович И. Ф. Стихотворения и поэмы, Л., 1957 (Библиотека поэта);
- От «Белой гвардии» к «Дням Турбиных» // «Русская литература», 1965, № 2 (совм. с Я. С. Лурье);
- Русская поэзия нач. XVIII в. Кантемир. Тредиаковский. Ломоносов; Русская поэзия сер. XVIII в. Сумароков и его школа; Русская поэзия 2-й пол. XVIII в. Державин // История русской поэзии. Т. 1, Л., 1968;
- Пушкин и русская историческая драма 1830-х гг. // Пушкин: исследования и материалы. Т. 6, Л., 1969.
- Где и когда создавались «Письма русского путешественника» Н. М. Карамзина // XVIII век. Сб. 23. — СПб., 2004. — С. 194—210.